# Paroisse de Jefferson Davis
Pour l’article homonyme, voir Comté de Jefferson Davis.
La paroisse de Jefferson Davis (anglais : Jefferson Davis Parish) est située dans l'État américain de la Louisiane. Son siège est à Jennings. Elle est nommée de Jefferson Davis, le président des États confédérés d'Amérique pendant la guerre de Sécession. Selon le recensement de 2010, sa population est de 31.594 habitants. Elle est une des 22 paroisses de la région officielle de l'Acadiana. 

## Géographie
La paroisse a une superficie de 1 689 km2 de terre émergée et 16 km2 d’eau. Elle est enclavée entre la paroisse d'Allen au nord, la paroisse d'Evangéline au nord-est, la paroisse d'Acadie à l'est, la paroisse de Vermillon au sud-est, la paroisse de Cameron au sud, la paroisse de Calcasieu à l'ouest et la paroisse de Beauregard au nord-ouest.  

### Municipalités
La paroisse est divisée en sept villes et villages : 
- Elton
- Fenton
- Jennings
- Lacassine
- Lake Arthur
- Roanoke
- Welsh

### Cours d'eau
- Rivière Mermentau
- Bayou Nez-Piqué
- Bayou Chêne
- Bayou Serpent
- Bayou Lacassine
- Bayou Grand Marais
- Bayou Arceneaux
- Rivière Calcasieu
- Lac Arthur

## Démographie
| Groupe                           | Paroisse de Jefferson Davis | Louisiane | États-Unis |
| -------------------------------- | --------------------------- | --------- | ---------- |
| Blancs                           | 79,5                        | 62,6      | 72,4       |
| Afro-Américains                  | 17,3                        | 32,0      | 12,6       |
| Métis                            | 1,9                         | 1,6       | 2,9        |
| Autres                           | 0,6                         | 1,6       | 6,4        |
| Amérindiens                      | 0,5                         | 0,7       | 0,9        |
| Asiatiques                       | 0,2                         | 1,6       | 4,8        |
| Total                            | 100                         | 100       | 100        |
|                                  |                             |           |            |
| Hispaniques et Latino-Américains | 1,7                         | 37,6      | 16,7       |

Selon l'American Community Survey, en 2010, 86,47 % de la population âgée de plus de 5 ans déclare parler l'anglais à la maison, 11,05 % le français, 1,47 % l'espagnol et 1,01 % une autre langue.